# 蘭印作戦
蘭印作戦（らんいんさくせん、英語: Dutch East Indies campaign）は、太平洋戦争初期の1942年（昭和17年1月から同年3月にかけてオランダ領東インド（現在のインドネシア）諸島で勃発した日本とアメリカ、イギリス、オランダ、オーストラリアといった連合国との戦闘である。当時の日本軍の目的としては同地の石油資源や航空基地の獲得が挙げられるとされる。具体的な戦いの内容としては日本海軍の航空部隊が2月3日にジャワ島の連合軍を攻撃し、また同じ頃にはスマトラ島のパレンバンにある製油所の確保を目的として空挺部隊が2月14日に作戦を開始し翌日同工場を占領した。日本軍は制空権や制海権を掌握し、その後日本陸軍の今村均を司令官とする第16軍が3月1日にジャワ島に上陸し戦闘開始。日本側の勝利に終わり、3月9日に連合軍は降伏した。石油資源は確保され、またその事で日本側の目的は達されたが、連合軍の反撃も素早いものであった。

## 背景

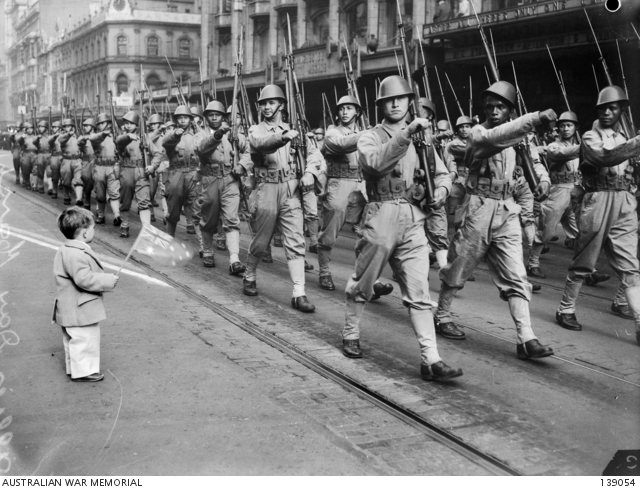
オランダ軍植民地部隊（写真はオーストラリアでのもの）

オランダ政府がオランダ領東インドを直接支配することになったのは1798年であった。蘭印は総面積190万平方キロ、総人口6,000万余であった。ジャワ島には人口の3分の2が集中し、オランダの総督府は同島のバタビア（現在のジャカルタ）に置かれていた。
蘭印の石油の1939年年産量800万トンは当時の日本の年需要量500万トンを上回っていた。他に錫（世界第三位）、ボーキサイト、ゴム（世界第二位）などの物資も産出していた。ドイツの攻勢を受けたオランダは撃破され（オランダにおける戦い (1940年)）、1940年5月にウィルヘルミナ女王とオランダ政府はロンドンに逃れていた。
日本軍の南方作戦の主な目的は、蘭印の石油資源の獲得にあった。南方作戦の基本構想は、イギリス領マレーとアメリカ領フィリピンを迅速に奪取し、それらを踏み台として蘭印を攻略し、資源を確保すると共にスンダ列島に防衛線を形成するというものであった。
日本政府はできれば蘭印への無血進駐を実現したいと考え、1941年12月8日の大東亜戦争宣戦の詔書でもオランダを交戦国から除いていたが、オランダ政府は12月10日に日本政府に対して「日本がオランダと密接不可分の関係にある英米両国に対し戦端を開いたので、日蘭間に戦争状態が存在するに至った」と通告した（これは、現地のオランダ領東インド政庁が独断で行ったもので、当時ロンドンに亡命していた本国政府がそれを追認したものと言われている）。それでも日本政府は、開戦以降のマレー半島や香港での有利な戦況を背景として、オランダ政府に対してスイス経由で工作を行ったが、オランダ政府は進駐を拒絶したため、日本側は武力攻撃によって蘭印を奪取する計画に変更した。

## 計画
日本は南方作戦陸海軍中央協定で蘭領印度作戦の作戦名称を「H作戦」と定めた。また、「蘭領印度に対する作戦目的は、蘭領印度に於ける敵を撃破して其の根拠を攻略し、併せて軍事及資源の要域を占領確保するに在り。」と定めた。
日本軍は蘭印攻略を担当する部隊として第16軍を編成し、軍司令官に今村均中将を任じた。蘭印作戦には多くの困難が伴うと予想された。第一に、マレー作戦、フィリピン作戦、香港作戦を経た後に実施されるため、奇襲ができず、また参加する部隊には再使用される部隊が多かった。第二に、長途の渡洋作戦であるため制海権・制空権の確保が必須であり、島々を順次攻略して航空基地を進出させていくことが作戦遂行上の要点であった。第三に、油田の設備を連合軍によって破壊される前に確保するという特別な任務が伴っていた。

## 経過

### タラカンの戦い・メナドの戦い

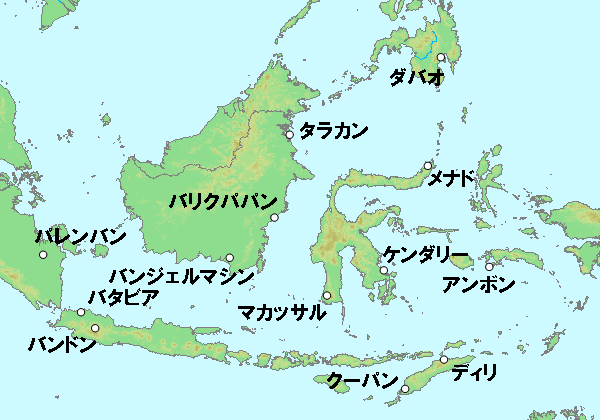
蘭印作戦における日本軍の主な作戦目標

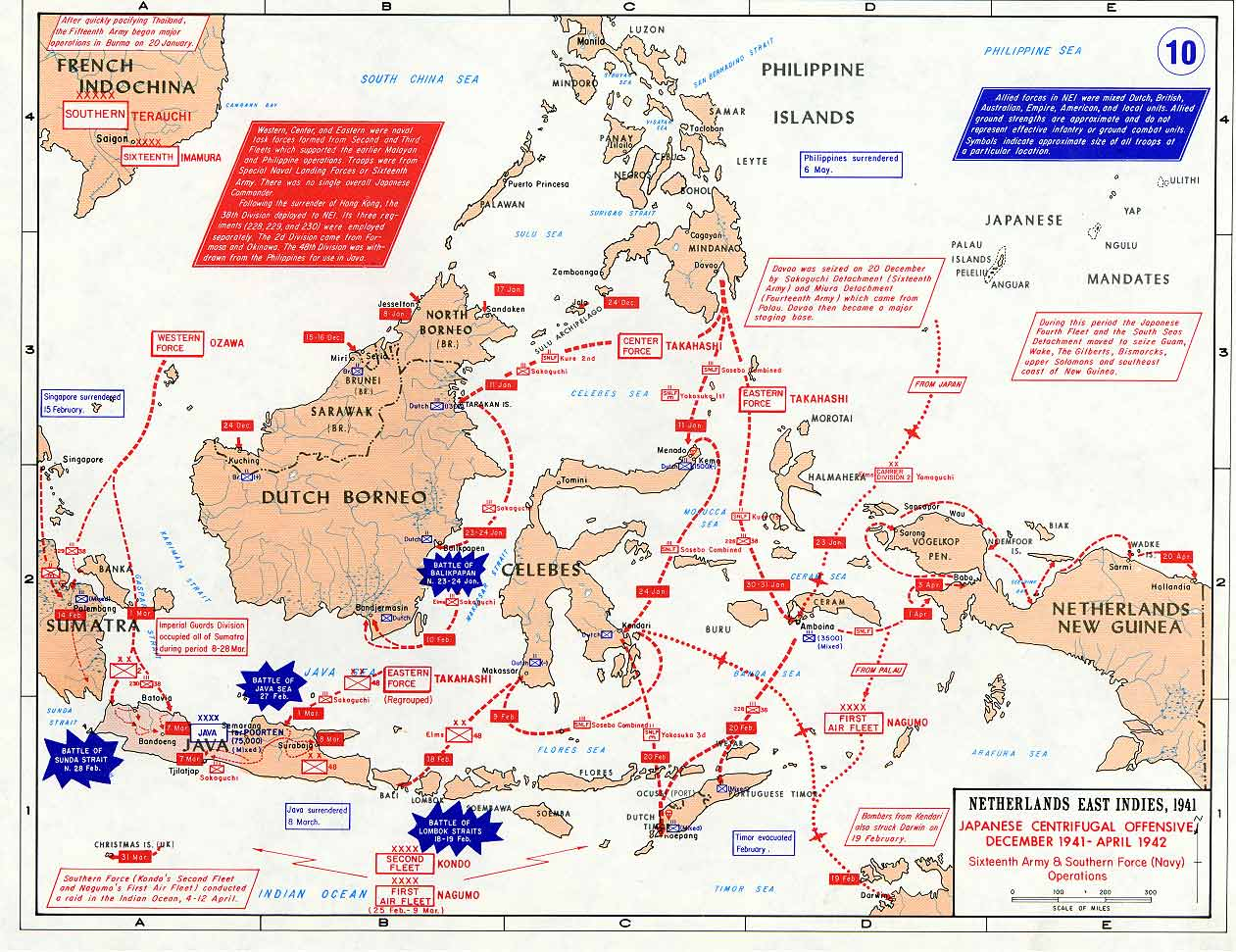
蘭印作戦における日本軍の進路

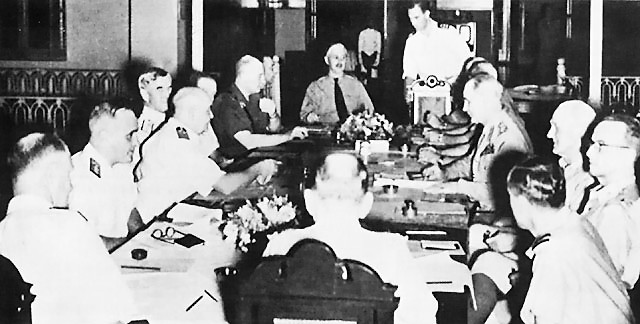
ABDA司令部の会合

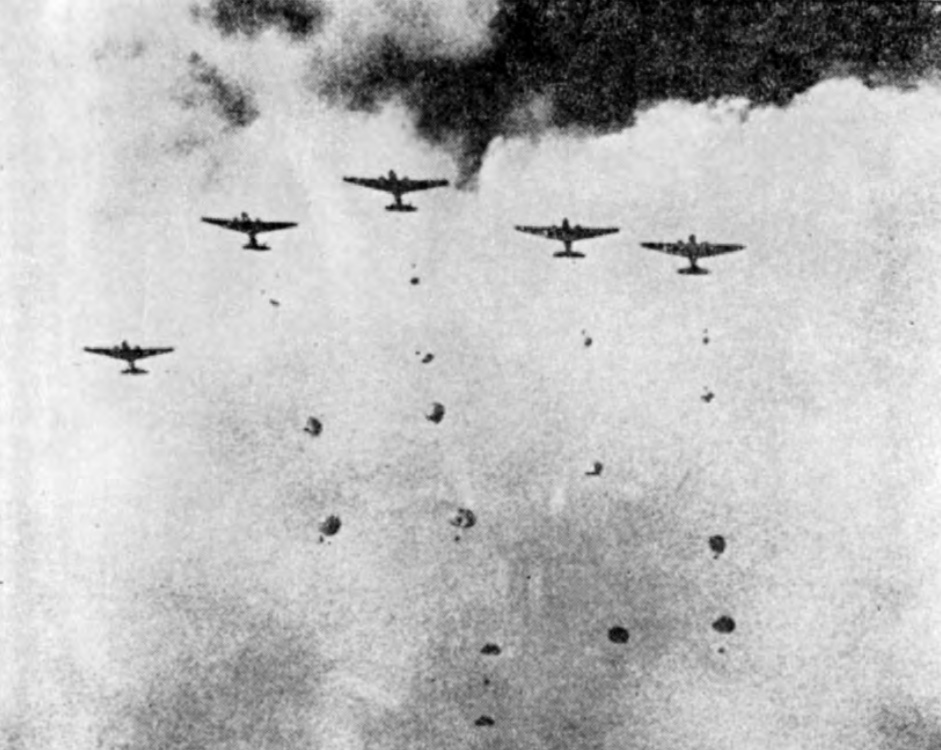
メナドを攻撃する日本軍航空部隊

ダバオの戦いに先立つ12月19日、南方軍はジャワ島上陸の日程を開戦時の計画から1か月繰り上げる方針を固めていた。これは、マレー沖海戦でイギリス軍の戦艦1隻と巡洋戦艦1隻が撃沈され、地上部隊も快進撃を続けるなど、主にマレー方面において戦況が極めて有利に進展していたためである。
両支隊は1941年12月20日にダバオに上陸した。三浦支隊が先行して上陸したが、海軍機の誤爆を受けて約50名の戦死者を出したため、坂口支隊主力の追加投入を余儀なくされた。両支隊は同日中に在留日本人を救出して飛行場を占領し、25日には坂口支隊の一部をもってホロ島を攻略した。坂口支隊の損害は両作戦を合わせて戦死22名であった。
1942年1月11日、オランダ領タラカンとメナドへの進攻をもって蘭印作戦が開始された。1月11日未明、坂口支隊と呉第2特別陸戦隊（呉二特）はボルネオ島北部の油田地帯タラカン島に上陸した。タラカンは蘭印軍1,400名が守備していたが13日に降伏した。しかし沿岸砲による砲撃で日本軍の掃海艇2隻が撃沈され、海軍は戦死156名を出した。坂口支隊の戦死は7名にとどまった。
同じく11日、海軍単独によるセレベス島メナドへの進攻が行われた。（メナドの戦い）佐世保連合特別陸戦隊（佐連特）直率部隊及び佐世保第1特別陸戦隊（佐一特）（兵力は合計で1,800名）がメナドの西岸に、佐世保第2特別陸戦隊（佐二特）（兵力1,400名）が東岸に上陸し、海軍空挺部隊の横須賀第1特別陸戦隊（横一特、司令官：堀内豊秋中佐）の落下傘兵334名がランゴアン飛行場へ空挺降下した。これは日本軍としては史上最初の空挺作戦であったが、陸軍に配慮して報道発表は留め置かれた。日本軍の損害はほとんどなかった。
翌12日、日本政府は「日蘭間に戦争状態が存在するに至った」旨の声明を発した。ミンダナオ島南部のダバオは蘭印作戦の前進基地となりうる地勢を有していた。また、主にマニラアサの栽培に関係する在留日本人約2万人が居住し、早期にこれを保護する必要があった。
日本の進攻は当初、大日本帝国軍旗を振って「日本は私たちの兄」「万歳大日本」などの支持を叫ぶインドネシア人から熱意をもって歓迎された。プラムディヤ・アナンタ・トゥールは、「日本軍の到着と共にほぼ全員が希望に満ち溢れていた、例外はオランダ人のために働いていた者だけだった」と述べている。また、インドネシアには「インドネシア民族は長い間、異民族に支配されるが、やがて北の方から黄色い肌の民族がやってきて、白人を追い払い、しばらくの間統治するが、トウモロコシの実るころまでに去り、その後には独立が訪れる」という「ジョヨボヨ」という伝説があり、この伝説も日本への期待感を助長したとみられる。

### バリクパパンの戦い・ケンダリーの戦い
坂口支隊は1月21日にタラカンを出発して24日未明にバリクパパンへ上陸した。主力は無事に上陸したものの、アメリカ海軍の駆逐艦4隻による急襲を受け、輸送船2隻が沈没し39名の戦死者を出した（バリクパパン沖海戦）。25日までに坂口支隊はバリクパパン一帯の占領を完了した。陸上における戦死は8名であった。
並行して、海軍は24日セレベス島ケンダリーに上陸しこれを占領した。参加部隊は空挺部隊を除いてメナド攻略に参加した部隊とほぼ同一であった。

### バンジェルマシンの戦い・マカッサルの戦い
坂口支隊はバリクパパン沖海戦で輸送船を喪失したため、次の目標であるバンジェルマシンへは陸路移動することとなった。バンジェルマシンまでの移動距離は400キロになると見積もられ、うち100キロはジャングル地帯であった。坂口支隊は1月30日にバリクパパンを出発、マラリアや蛭に悩まされながらジャングル地帯を切り開き、2月10日に先頭部隊がバンジェルマシンの飛行場を占領した。損害はマラリアによる戦病死9名であった。
並行して、9日に海軍の攻略部隊がセレベス島マカッサルに上陸し占領した。

### アンボンの戦い
アンボンはオランダが1599年に基地を建設して以来のモルッカ諸島の中心地であり、天然の良港を中心として要塞と航空基地が構築されていた。連合軍の守備兵力は3,000名（オーストラリア軍1,200名、蘭印軍400名、現地軍1,400名）であった。アンボンの攻略に任じられたのは第38師団歩兵第228連隊を基幹とする東方支隊（支隊長：第38歩兵団長伊東武夫少将、兵力5,300名）と呉第1特別陸戦隊（呉一特、兵力750名）であった。第38師団は香港攻略戦を完遂した後、1月12日に香港を出発し蘭印作戦に参加していた。
1月24日、ハワイ空襲から帰投した第二航空戦隊の空母「蒼龍」、「飛龍」の艦載機がアンボンを空襲した。同地には連合軍の艦艇と航空機は認められなかった。31日未明、東方支隊主力はアンボン東側に、呉一特と第10中隊は北側に上陸した。第10中隊の中隊長は香港攻略戦で名を馳せた若林東一中尉であった。東方支隊主力は31日夕刻にアンボン市内に突入し、蘭印軍司令官カーピス中佐以下800名の守備隊は翌2月1日未明に投降した。
呉一特と若林中隊は郊外のラハ飛行場へ向かった。飛行場正面での連合軍の抵抗は激しく、呉一特は集中射撃を受けて身動きできない状態となった。さらに、アンボン占領後同地に設置予定の海軍第24特別根拠地隊首席参謀予定者だった家木幸之輔中佐も迫撃砲弾を受けて戦死した。局面打開のため、若林中隊が飛行場側面の山地を迂回して背後に出る作戦を取ることになった。突入予定時刻の3日未明、呉一特は若林中隊を待たずに突入を敢行、若林中隊も予定より遅れて6時に戦場に到着した。6時30分、飛行場守備隊は降伏した。同日、アンボン市郊外で抵抗を続けていたオーストラリア軍も降伏した。東方支隊の損害は戦死55名、戦傷135名、呉一特は戦死40名、重傷50名を出した。戦果は遺棄死体340、捕虜2,182名であった。

### パレンバン空挺作戦
スマトラ島のパレンバンは蘭印最大かつ東南アジア有数の大油田地帯であり、ロイヤル・ダッチ・シェルが操業する製油所とともに太平洋戦争における日本軍の最重要攻略目標であった。パレンバンはムシ川の河口からおよそ100キロの内陸に位置するため、陸軍の大発等上陸用舟艇による攻撃では川を遡上している間に油田設備を破壊されるおそれがあり、これを避ける為にはまず空挺攻撃によってこれを奇襲占領し、次いで地上部隊をもって確保する作戦が望ましいと考えられた。こうして第1挺進団（団長：久米精一大佐）が空挺降下し第38師団主力（歩兵第229連隊基幹、兵力 12,360名）が支援する陸軍初の空挺作戦が立案された。但し、第1挺進団は挺進第1、第2連隊を有していたものの、挺進第1連隊は1月3日に乗船「明光丸」が積載品の自然発火を起こして沈没し、人員は護衛の駆逐艦に救助されたが兵器資材の全てを失っていた。この為空挺降下は挺進第2連隊の329名のみで実施されることになった。
2月14日、降下部隊第1梯団の挺進兵らは、挺進飛行戦隊の一〇〇式輸送機やロ式輸送機に搭乗しマレー半島を飛び立ち、直掩機の「加藤隼戦闘隊」こと飛行第64戦隊と飛行第59戦隊の一式戦闘機「隼」等と共にパレンバンに向かった。陥落直前のシンガポールから立ち上る黒煙がはるか南までたなびき視界は不良であった。11時30分、降下部隊はパレンバンの市街地北方10キロにある飛行場の東西両側に落下傘降下、同時に久米大佐を載せた団長機が湿地帯に強行着陸し、これは完全な奇襲作戦となった。
これより前、ハドソンやブレニムからなる連合軍の飛行部隊はスマトラ島上陸に向かう第38師団の輸送船団の攻撃に出払っており、これら爆撃機の掩護を終えてパレンバン飛行場に帰還してきた15機のハリケーンは降下前の輸送機群に接近した。しかしながら飛行部隊も日本軍の空挺作戦発動に全く気づかず、無線交信が上手く使えず断雲で視界が悪い為編隊がバラバラになり、またロ式輸送機を連合軍のハドソンと誤認（ともにL-14 スーパーエレクトラのライセンス生産型および派生型）していたことから迎撃は後手に回った。不意を突かれた飛行場からは守備隊の高射砲が火を噴き、ハリケーンと第64戦隊の一式戦「隼」との間に空中戦が発生、ハリケーンはマクナマラ少尉機とマッカロック少尉機の2機が撃墜され、また2機が燃料切れで不時着し残りの機は敗走したが一式戦「隼」に損害は無かった（撃墜2機のうち、1機は戦隊長加藤建夫少佐の戦果とされる）。
降下部隊は逐次集結しつつ飛行場へ殺到したものの、飛行第98戦隊の九七式重爆撃機から別投下した火器・弾薬が入手できず、携行した拳銃と手榴弾のみで戦闘せざるを得ない挺進兵も多かった。市街地からは連合軍の装甲車部隊約500名が到着し激戦となったが、降下部隊は21時までに飛行場を確保した。
翌15日午後、第2梯団がパレンバン市街地南側の湿地に降下し、第1梯団と協力してパレンバン市街に突入、同市を占領した。戦果としては石油25万トン、英米機若干とその他の兵器資材を鹵獲し、放火により油田設備の一部に火災が発生したものの大規模破壊は避けられた。死傷者は、降下人員329名中、戦死39名、戦傷入院37名、戦傷在隊11名であった。第38師団主力も14日にバンカ島に到着、15日に先遣隊がパレンバンに到着した。師団主力は18日にパレンバンに到着、周辺地域を確保し空挺作戦の目的を完全に達成した。
なお、日本内地においては「強力なる帝国陸軍落下傘部隊は…」で始まる2月15日午後5時10分の大本営発表第192号にて、挺進連隊の活躍とパレンバン空挺作戦の成功を発表、陸軍落下傘部隊は「空の神兵」として大いに喧伝され、のちに作られた映画や軍歌のヒットと合わせて国民に広く知られ親しまれることになる。

### バリ島の戦い・ティモール島の戦い
2月19日、金村支隊（第48師団台湾歩兵第1連隊の一部）がバリ島に上陸した。守備隊の抵抗はほとんどなかった。だがカレル・ドールマン少将を司令長官とするABDA艦隊のうち軽巡洋艦3隻、駆逐艦7隻が出撃し、19日深夜から20日早朝にかけてバリ島沖海戦が生起した。日本艦隊は駆逐艦4隻と劣勢であったが、ABDA艦隊は多国籍艦隊のため部隊として円滑に行動できるものではなかった。日本軍が駆逐艦1隻大破の損害を受けたのに対して、ABDA艦隊は駆逐艦1隻が沈没、軽巡洋艦1隻が中破し撃退された。
当時のチモール島は西半分がオランダ領、東半分が中立国であるポルトガル領であった。開戦直後の12月12日に、事前の協定に基づきオーストラリア軍が上陸していた。20日未明に東方支隊による上陸作戦が行われた。チモール島西部のクーパンには伊東支隊長が指揮する歩兵第228連隊第1、第3大隊基幹の部隊が上陸し、さらに横三特の空挺部隊が降下した。連合軍の守備兵力は1,940名（オーストラリア軍1,500名、蘭印軍240名、現地軍200名）であった。日本軍は3方向からの包囲攻撃を企図したが、連合軍はクーパンを放棄して退却しようとした。退路を塞いでいた日本軍の右翼隊200名は連合軍の脱出を阻止しようとしたものの半数が死傷する損害を受け突破された。日本軍は追撃し23日に連合軍は降伏した。連合軍の遺棄死体は296、捕虜1,136名であった。東方支隊の損害は戦死67名、戦傷56名であった。
同日、ポルトガル領ティモールのディリにも土井連隊長の指揮する第2大隊基幹の部隊が上陸した。連合軍の守備隊は1,300名（オーストラリア軍300名、蘭印軍400名、現地軍600名）で、大部分は山地に逃亡した。捕虜は33名であった。同地にあったポルトガル軍はこのときも抵抗しなかった。東方支隊の死傷は7名であった。
チモール島では例外的に1943年まで戦闘が続いた。

### ジャワ島の戦い

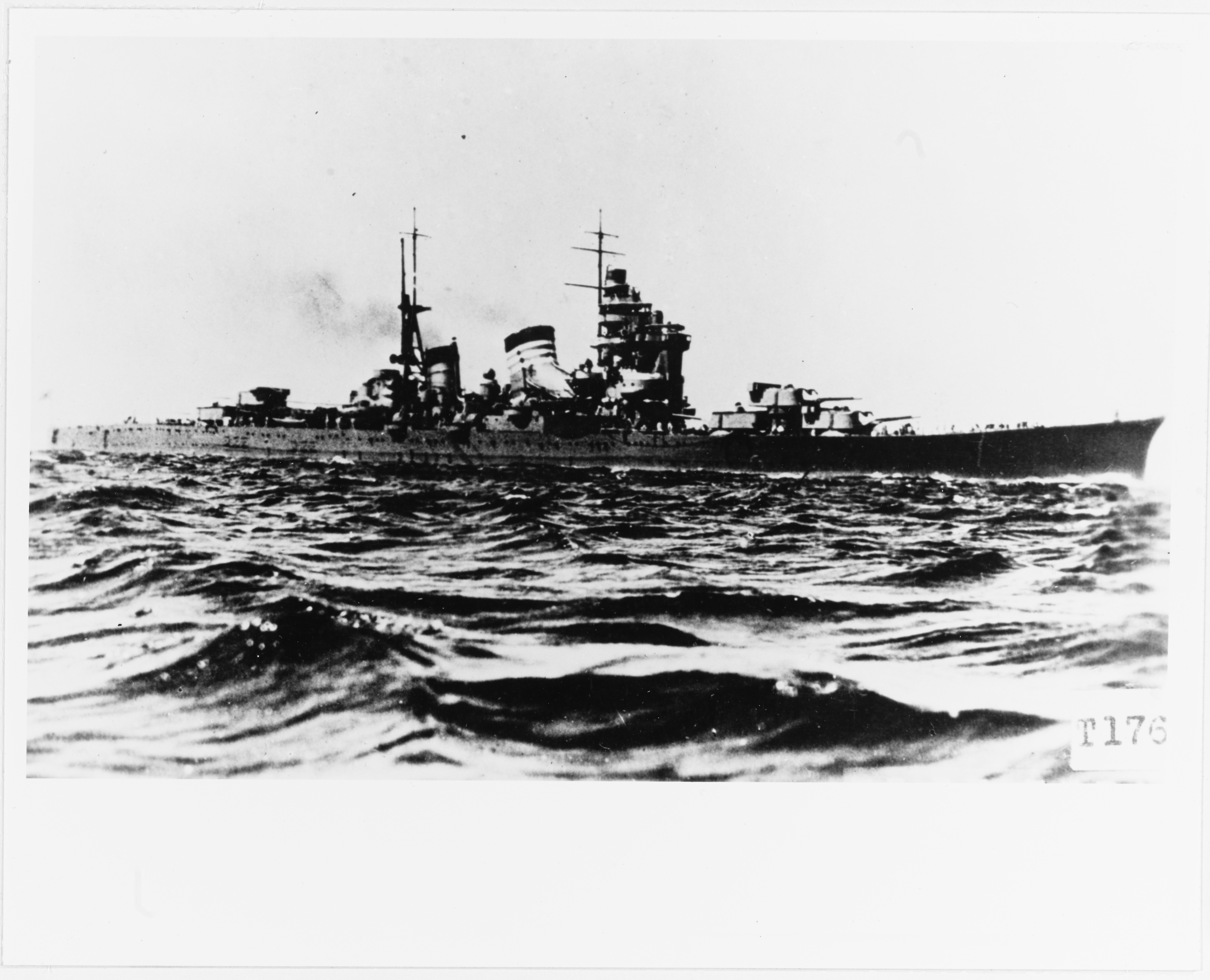
重巡洋艦「羽黒」

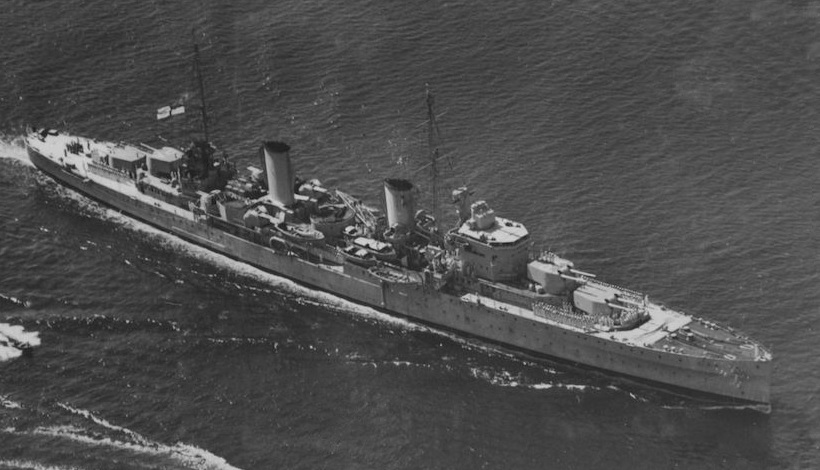
オーストラリア軽巡洋艦「パース」

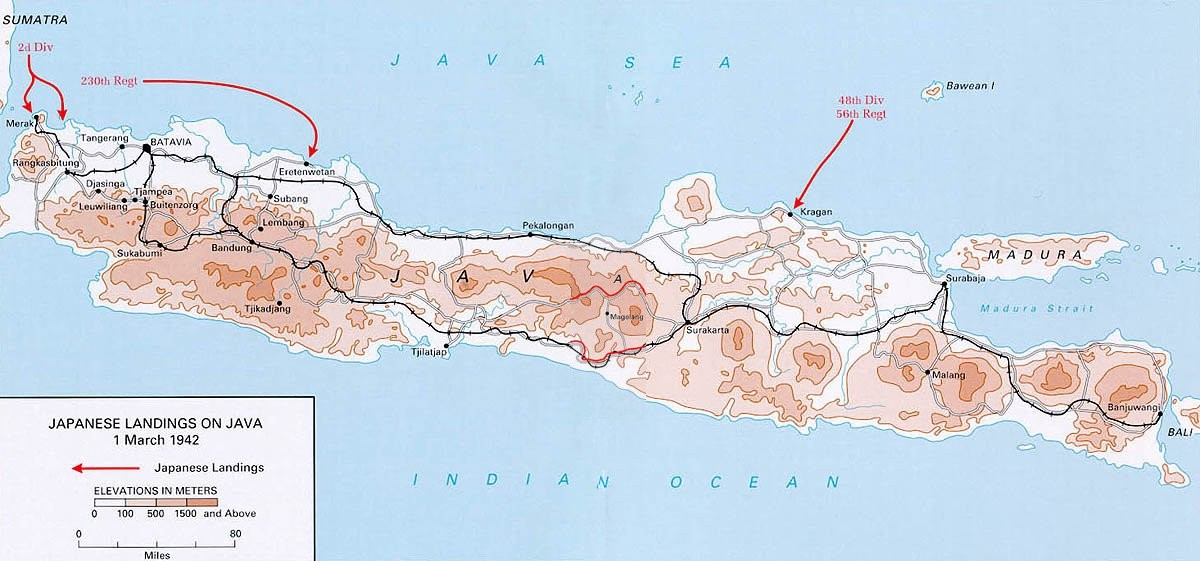
3月1日の日本軍のジャワ島上陸

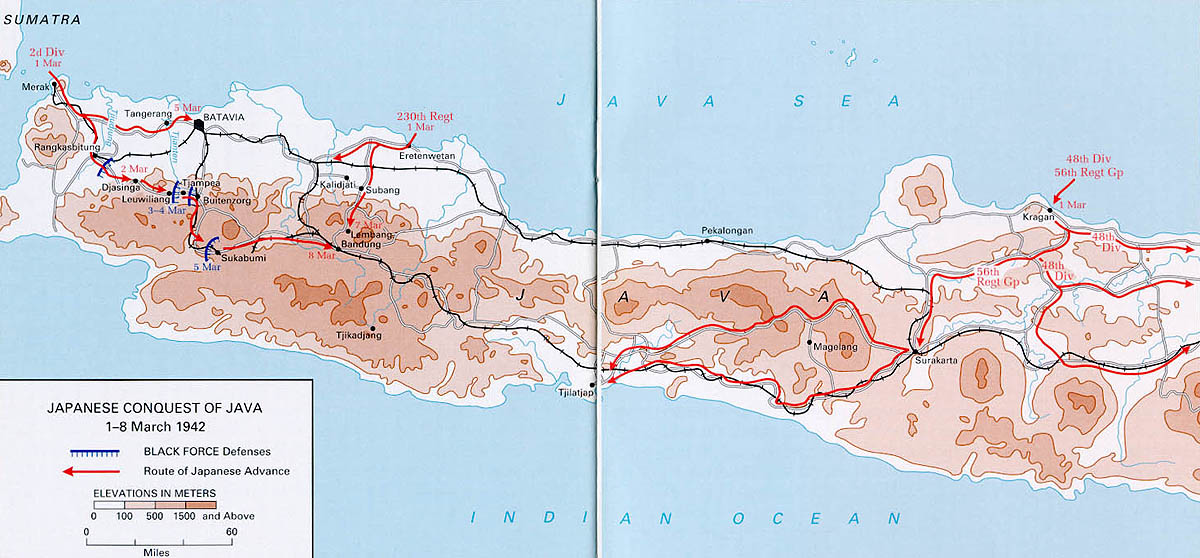
日本軍の進路

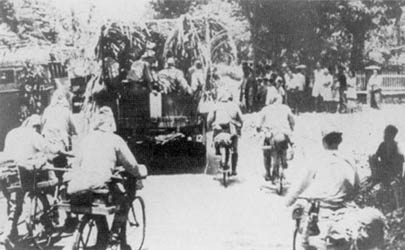
ジャワ島内を進撃する日本軍

日本軍はついに最終目標のジャワ島へ迫った。第16軍のジャワ島への第一次上陸兵力は55,000名と予定されていた。作戦計画は次のようなものであった。
- 第2師団基幹の主力はジャワ島西部バンタム湾のメラク海岸に上陸する。那須支隊（支隊長：第2歩兵団長那須弓雄少将）はボイテンゾルグ（現在のボゴール）を占領してバンドン要塞と首都バタビア（現在のジャカルタ）の連絡路を分断し、第2師団主力はバタビアを攻略する。しかる後に東海林支隊と協力してバンドン要塞を攻略する。
- 東海林支隊（第38師団歩兵第230連隊基幹）はジャワ島中部のエレタンに上陸してカリヂャチィの飛行場を占領し、第2師団のバタビア攻略を支援する。
- 第48師団はジャワ島東部のクラガンに上陸しスラバヤを攻略する。
- 坂口支隊（第56師団歩兵第146連隊基幹）、歩兵47連隊は同じくクラガンに上陸し、400キロを踏破してジャワ島南岸の重要港湾チラチャップを攻略する。
- 航空戦力は、第3飛行集団179機、蘭印部隊50機、第11航空艦隊190機、第1航空艦隊（機動部隊）190機を予定。第16軍主力の地上作戦には第3飛行集団が、第48師団の地上作戦には海軍機が直協する。

#### 海戦
第16軍主力は2月18日に仏印のカムラン湾を出港した。ドールマン少将の率いるABDA艦隊は日本軍の上陸を阻止すべく全力をもって出撃し、2月27日、日本軍第3艦隊との間でスラバヤ沖海戦となった。日本軍は重巡洋艦「羽黒」、「那智」および軽巡洋艦2隻、駆逐艦14隻、ABDA艦隊はイギリス重巡洋艦「エクセター」、アメリカ重巡洋艦「ヒューストン」および軽巡洋艦3隻、駆逐艦12隻とほぼ同数であったが、ABDA艦隊はやはり部隊としての円滑な行動を欠いた。28日までの交戦で、日本軍の駆逐艦1隻大破に対して、ABDA艦隊ではオランダ軽巡洋艦「デ・ロイテル」と「ジャワ」、駆逐艦「コルテノール」、イギリス駆逐艦「エレクトラ」が撃沈され、司令官ドールマン少将も戦死した。
スラバヤ沖海戦で残存したアメリカ重巡洋艦「ヒューストン」とオーストラリア軽巡洋艦「パース」はジャワ海からの脱出途中、3月1日未明、バンタム湾で第16軍主力を揚陸作業中だった日本軍輸送船団を発見し攻撃をかけた。南遣艦隊の重巡洋艦「三隈」、「最上」が応戦してバタビア沖海戦となり、「ヒューストン」、「パース」は共に沈没した。その後、ABDA艦隊はさらにエクゼターと駆逐艦2隻を失って壊滅（スラバヤ沖海戦#掃討戦）し、駆逐艦4隻が辛うじてオーストラリアへ脱出した。一連の海戦の結果、ジャワ島近海の制海権は完全に日本軍のものとなった。
しかし、バタビア沖海戦で日本軍は「最上」の魚雷誤射により、揚陸艦「神州丸」（陸軍船舶部隊の特殊船。作戦当時は秘匿船名「龍城丸」を使用。第16軍司令部指定船）、輸送船「佐倉丸」（第16軍司令部指定船）、輸送船「龍野丸」、病院船「蓬莱丸」、掃海艇が沈没および大破着底している。「神州丸（龍城丸）」に乗船していた第16軍司令官今村中将も海へ投げ出され、重油の海面を3時間あまり漂流する羽目となった。第1次上陸部隊の揚陸後であったことから被害は小規模に抑えられたも約100名が死亡、また第16軍司令部は中部エレタン・東部クラガン上陸部隊の直接指揮に必要な遠距離用無線機を海没しているが、揚陸作戦・攻略作戦全体に大きな影響は与えなかった。

#### 上陸

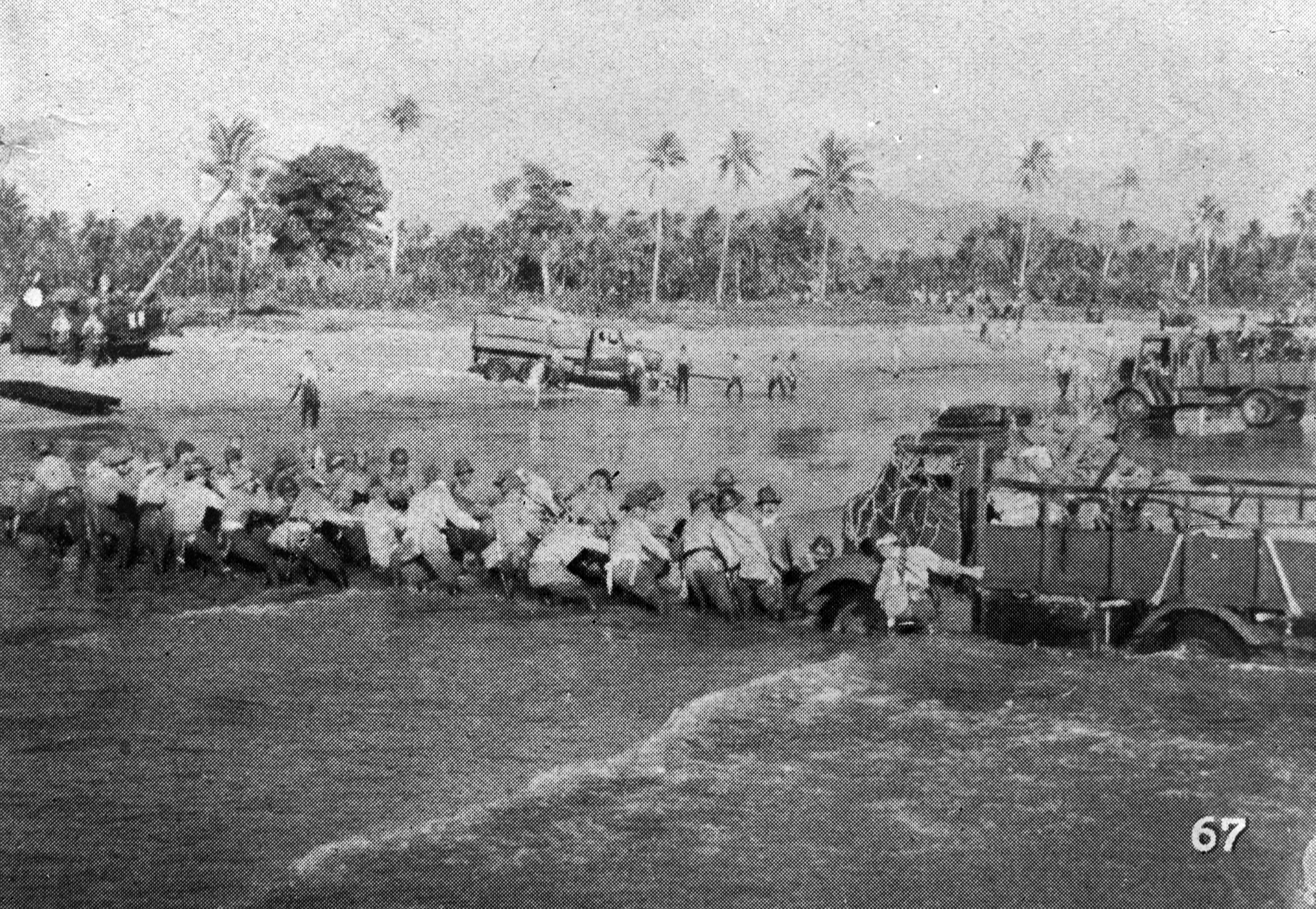
ジャワ島に上陸する日本軍

3月1日、日本軍は各方面から一斉にジャワ島に上陸した。第2師団は第16軍司令官と共にジャワ島西部のメラク海岸に上陸し、那須支隊（師団主力、支隊長：第2歩兵団長那須弓雄少将）、福島支隊（歩兵第4連隊基幹、支隊長：福島久作大佐）、佐藤支隊（歩兵第29連隊基幹、支隊長：佐藤半七大佐）に分かれてボイテンゾルグとバタビアへ向かった。この進路は連合軍でも予想するところであり、「ブラックフォース」の主力部隊が守備し、道路は阻塞され、橋梁は徹底的に破壊されていた。第2師団は犠牲を払いつつ、橋梁を修復しながら苦心して前進した。首都バタビアは佐藤支隊が5日21時に占領、世界一の植物園で知られていたボイテンゾルグには那須支隊が夜襲をもって突入し、6日4時に占領した。
ジャワ島東部のクラガンに上陸した第48師団はジャワ島東部の中心都市スラバヤへ向けて進撃し、各地で蘭印軍を圧倒、6日後には東部兵団司令官イルヘン少将を降伏させた。同じくクラガンに上陸した坂口支隊は、兵力が少ない上に、目標のチラチャップまで400キロを踏破せねばならないという困難な任務を命ぜられていたが、トラックに分乗して10か所の蘭印軍陣地を突破しつつ驀進し、7日にチラチャップへ突入した。

#### バンドン要塞の戦い
東海林支隊はジャワ島中部のエレタンに上陸し、直ちに若松満則少佐の第1挺身隊（歩兵1個大隊基幹）と江頭多少佐の第2挺身隊（同）に分かれて進撃を開始した。若松挺身隊の目標はカリヂャチィの飛行場であった。8時に海岸を出発、舗装道路をフルスピードで前進し、11時30分に飛行場へ殺到した。交戦1時間、守備隊はよく抵抗したが、日本軍の6名の決死隊が側面から迂回して飛行場中央の指揮所へ斬り込みをかけこれを占領、日章旗を掲げた。守備隊は撤退した。
3日、蘭印軍はカリヂャチィを奪回すべく、バンドン要塞から戦車と装甲車を連ねて逆襲に転じた。若松挺身隊は、必死の反撃と、飛行場へ進出した第3飛行集団の航空支援により蘭印軍を撃退したものの、平地の飛行場にとどまっていては防御し続けることは困難であると考えられた。バンドン要塞には5万の連合軍があると予想されていたが、若松少佐は、進んでバンドン要塞の一角を奪取し、そこで防御することを考えた。7日2時、若松挺身隊700名はバンドン要塞外郭のレンバンの町に電撃突入し、山頂線の重要陣地を占領した。

#### 降伏
日本軍突入の知らせにバンドンの蘭印軍司令部は驚愕した。要塞はいまだ守備を固めている最中である。日本軍がわずか数百名のみで突入してくるはずはなく、背後には大部隊が控えているに違いない。7日22時、バンドン地区防衛兵団司令官ペスマン少将は若松挺身隊へ降伏を申し入れた。
降伏の交渉は8日16時からカリヂャチィで行われた。蘭印総督チャルダ・ファン・スタルケンボルフ・スタックハウエル（en:Tjarda van Starkenborgh Stachouwer）らはバンドン守備隊のみの降伏を主張したが、日本軍は連合軍全部の降伏を要求し、蘭印側も結局受け入れた。9日午前、ラジオ放送で降伏の指示が伝達された。12日にバンドン東方の英豪軍8,000名が降伏し、連合軍全部の降伏が完了した。オランダ側からインドネシア人に襲われる恐れがあるとしてピストル携行の許可を求められると今村中将は承諾した。
日本軍は10日の陸軍記念日にバンドン要塞へ入城した。ジャワ作戦中の第16軍の損害は戦死840名、戦傷1,784名であった。

### その後
3月から4月にかけて残りの地域への戡定作戦が行われた（西部ニューギニア戡定作戦・小スンダ列島戡定作戦など）。マルク諸島の完全制圧は7月になってからだった（T作戦 (1942年7月)）。ティモール島では1943年まで戦闘が続いた。

## 参加兵力

### 日本軍
- 陸軍

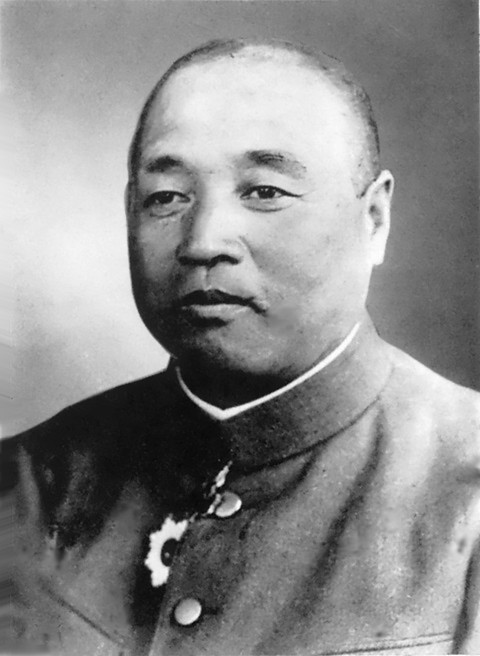
今村均中将

  - 第16軍 - 軍司令官：今村均中将、参謀長：岡崎清三郎少将、参謀副長：原田義和少将
    - 第2師団 - 師団長：丸山政男中将、歩兵第4、第16、第29連隊、捜索第2連隊、野砲兵第2連隊、工兵第2連隊基幹（兵力13,755名、3/1ジャワ島西部上陸）
    - 第38師団 - 師団長：佐野忠義中将、歩兵第228、第229、第230連隊、山砲兵第38連隊、工兵第38連隊基幹（香港攻略後、1/4に第23軍から転属）
      - 師団主力 - 歩兵第229連隊基幹（兵力12,360名、2/14スマトラ島上陸）
      - 東海林支隊 - 支隊長：歩兵第230連隊長東海林俊成大佐、歩兵第230連隊基幹（兵力5,910名、3/1ジャワ島中部上陸）
      - 東方支隊 - 支隊長：第38歩兵団長伊東武夫少将、歩兵第228連隊基幹（兵力5,300名、1/31アンボン上陸、2/20チモール島上陸）

    - 第48師団 - 師団長：土橋勇逸中将、台湾歩兵第1連隊、台湾歩兵第2連隊、歩兵第47連隊、捜索第48連隊、山砲兵第48連隊、工兵第48連隊基幹（マニラ攻略後、1/14に第14軍から転属、兵力15,663名、3/1ジャワ島東部上陸）
    - 坂口支隊 - 支隊長：混成第56歩兵団長坂口静夫少将、第56師団歩兵第146連隊基幹（兵力5,200名、12/20ダバオ上陸、1/11タラカン上陸、1/24バリクパパン上陸、3/1ジャワ島東部上陸）
    - 戦車第8、第2、第4連隊
    - 野戦重砲兵第17連隊
    - 高射砲第16、第23連隊
    - 独立工兵第1、第3連隊
    - 電信第15連隊、自動車第28連隊

  - 南海支隊 - 支隊長：堀井富太郎少将、第55師団歩兵第144連隊基幹（兵力4,470名、グアムとラバウルの攻略後パラオに集結し、状況に応じて第16軍隷下に入る予定であったが、最終的には蘭印作戦には不参加）
  - 第1挺進団 - 挺進第1、第2連隊
  - 第3飛行集団 - 集団長：菅原道大中将

- 海軍
  - 蘭印（比島）部隊 - 指揮官：高橋伊望中将、参謀長：中村俊久少将
    - 第十六戦隊（重巡洋艦「足柄」、軽巡洋艦「球磨」、「長良」）
    - 第五戦隊（重巡洋艦「妙高」、「羽黒」、「那智」）
    - 第二水雷戦隊（軽巡洋艦「神通」、駆逐艦8隻）
    - 第四水雷戦隊（軽巡洋艦「那珂」、駆逐艦12隻）
    - 第五水雷戦隊（軽巡洋艦「名取」、駆逐艦8隻）
    - 第四航空戦隊（航空母艦「龍驤」、駆逐艦1隻）
    - 第十一航空戦隊（水上機母艦2隻）
    - 第十七戦隊
    - 第一根拠地隊、第二根拠地隊、第三十二特別根拠地隊
    - 呉第一特別陸戦隊、呉第二特別陸戦隊
    - 佐世保鎮守府連合特別陸戦隊（司令官：森国造大佐）、佐世保第1特別陸戦隊、佐世保第2特別陸戦隊

  - 航空部隊 - 指揮官：塚原二四三中将、参謀長：大西瀧治郎少将
    - 第二十一航空戦隊、第二十三航空戦隊
    - 横須賀第一特別陸戦隊、横須賀第三特別陸戦隊

  - 馬来部隊 - 指揮官：小澤治三郎中将、参謀長：澤田虎夫少将
    - 重巡洋艦「鳥海」、練習巡洋艦「香椎」
    - 第七戦隊（重巡洋艦「熊野」、「鈴谷」、「三隈」、「最上」）
    - 第三水雷戦隊（軽巡洋艦「川内」、駆逐艦14隻）
    - 第四潜水戦隊（軽巡洋艦「鬼怒」、潜水艦8隻）
    - 第五潜水戦隊（軽巡洋艦「由良」、潜水艦6隻）
    - 第十二航空戦隊、第二十二航空戦隊
    - 第九根拠地隊、第十一特別根拠地隊
    - 横須賀第二特別陸戦隊

第16軍の兵力は、第38師団、第48師団、南海支隊などの配属後は人員97,800名、外に航空部隊の地上勤務員10,000名と予定された。うちジャワ島へ第一次上陸した兵力は55,000名であった。第16軍の中核となる第2師団（仙台）は1941年9月16日に内地で動員された。建軍以来の精鋭師団でありバタビアとバンドンの攻略を成し遂げるであろうと期待されていた。第38師団は1939年に編成された師団で、南支の沼沢地帯で作戦中であった。沼沢地帯に慣れたこの師団はパレンバン攻略に最適と考えられた。第48師団は1940年にマレー半島での作戦を想定して編成された機械化部隊で、開戦時には海南島に集結していた。パレンバンの攻略には空挺部隊である第1挺進団の投入が検討された。日本では空挺作戦の研究は1940年頃から始まり、1940年12月に初めて浜松の陸軍飛行学校内に挺進練習部が設置されたばかりであった。第1挺進団は進駐先の仏印で編成され降下訓練を始めていた。またメナドの攻略には世界的にも珍しい海軍の空挺部隊の投入が予定された。
1941年12月21日頃完成した作戦計画は次のようなものであった。
- まず坂口支隊がダバオ、タラカン、バリクパパン、バンジェルマシンを、海軍陸戦隊がメナド、ケンダリー、マカッサルを順次攻略して航空基地を推進する。
- 次いで第38師団主力がパレンバンその他のスマトラ島南部を攻略して石油基地を確保し、第38師団の一部がアンボンとクーパンを攻略してオーストラリアとの連絡線を遮断する。
- 最終目標のジャワ島に対しては、第2師団基幹の第16軍主力がジャワ島西部に、第38師団の一部がジャワ島中部に、第48師団がジャワ島東部に上陸する。

大本営ではジャワ島上陸を太平洋戦争の開戦から103日、攻略完了を同120日と予想していたようである。

### 連合軍

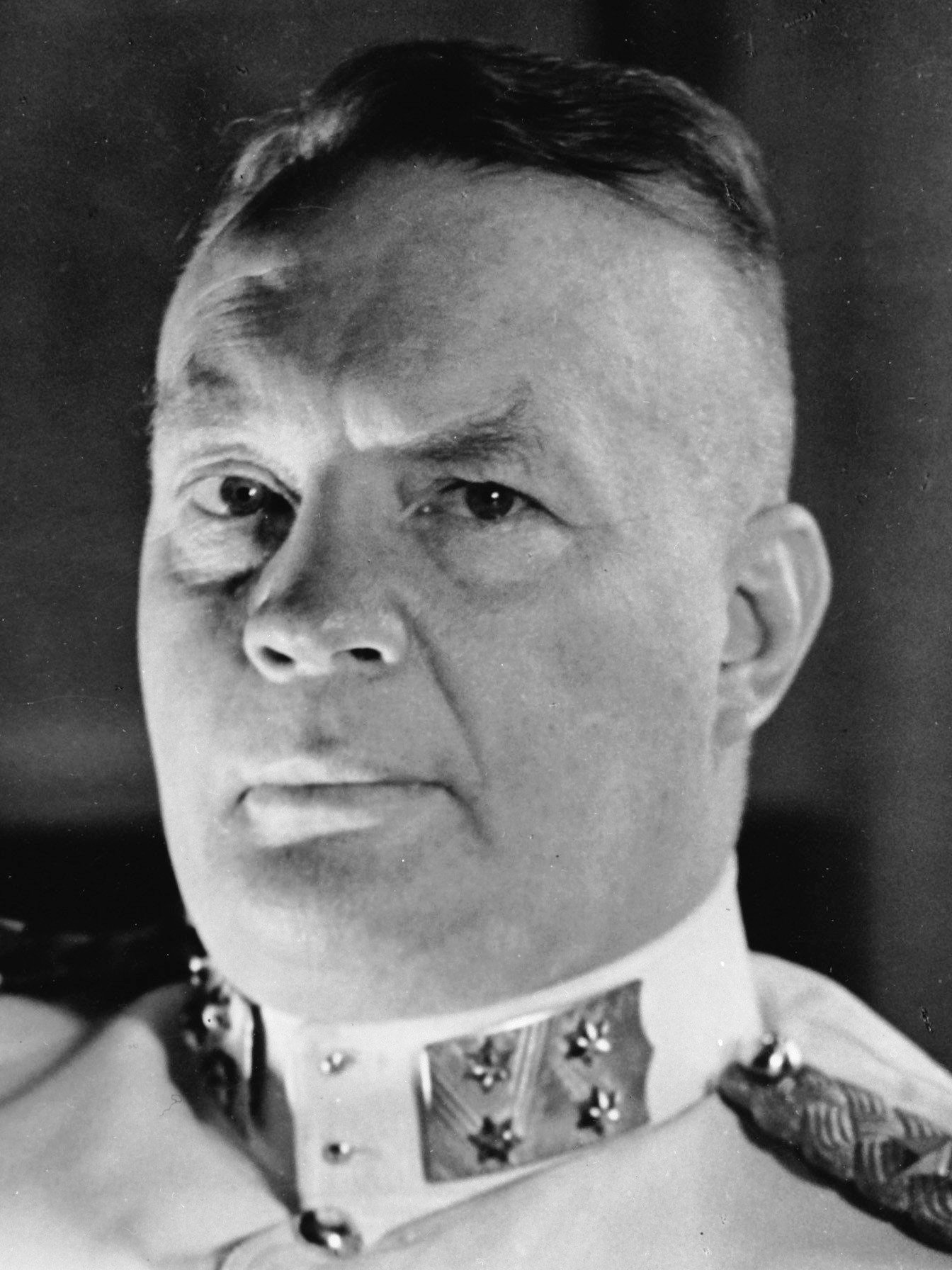
ハイン・テル・ポールテン中将

- 地域連合軍 - 総司令官：アーチボールド・ウェーベル大将（イギリス）
  - 蘭印軍 - 司令部：バンドン、司令官：ハイン・テル・ポールテン中将 （兵力65,000名）
    - ジャワ島西部兵団 - 司令部：バタビア、司令官：第1師団長ヒスリング少将[18]、歩兵第1連隊、歩兵第2連隊、ブラックフォース
    - バンドン地区防衛兵団 - 司令官：ペスマン少将、歩兵第4連隊
    - ジャワ島中部兵団 - 司令官：第2師団長コックス少将、正規連隊なし
    - ジャワ島東部兵団 - 司令官：第3師団長イルヘン少将、歩兵第3連隊

  - 米英豪軍 （兵力16,000名）

蘭印は前述のとおりオランダ領であったが、開戦後はオランダ軍だけでなくイギリス・オーストラリア・アメリカからなる連合軍も同盟国軍として駐留していた。これらの連合軍は1942年1月にABDA司令部を設置し、蘭印へ増援部隊を送るとともに、フィリピンとマレーで日本軍と交戦中であった部隊も順次蘭印へ後退した。地域連合軍の総司令官はイギリスのウェーベル大将であったが、シンガポール陥落後にインドへ脱出し、ジャワ島防衛の指揮はテル・ポールテン中将に任されることになった。
ジャワ島にあった兵力は、3月1日に日本軍がジャワ島に上陸した時点で蘭印軍65,000名、米英豪軍16,000名の合計81,000名を数えた。蘭印軍の正規部隊は4個歩兵連隊基幹の25,000名に過ぎず、師団司令部は形式上3個置かれていたが各師団の実戦力は日本軍の師団にはるかに及ばなかった。米英豪軍の主戦力は、オーストラリア軍の指揮官アーサー・ブラックバーン准将にちなんで「ブラックフォース」と呼ばれていた歩兵2個大隊基幹の部隊であった。
ティモール島の東半分は中立国のポルトガル領であったが、オランダ領である西ティモールへの侵攻経路になる可能性があると思われたため、開戦からまもなくオーストラリア軍とオランダ軍が保障占領した。微弱なポルトガル軍は抵抗せず、外交ルートでの抗議にとどまった。
なおティモール島での地上戦は1943年頭まで続いた。

## 影響
日本軍のジャワ島攻略部隊の輸送は3次にわたって計画されていたが、作戦が終了したのは第3次輸送が内地を出発する前だった。大本営では事前に開戦後103日頃ジャワ上陸、120日頃蘭印軍降伏と予想していたが、実際の日程は84日ジャワ島上陸、90日蘭印軍降伏申し出、92日降伏というものであった。連合軍は3月25日までにジャワ島内で82,618名が捕虜となった。内訳は蘭印軍66,219名、オーストラリア軍4,890名、イギリス軍10,626名、アメリカ軍883名であった。
蘭印の資源地帯を確保するという日本軍の計画は成功を収めた。その後の戦争期間中、蘭印は日本の戦争経済を支える資源基地として機能した。レイテ沖海戦でも栗田艦隊はバンカ島で燃料の補給を受け出撃していった。さらに日本軍によるオーストラリア空襲の支援拠点としても機能した上、同地で運航していたオランダ領インド航空の所有機のうち、オーストラリアなどの連合国軍の支配地域へ逃亡できなかった多くの機体が日本軍によって捕獲され、現地の日本軍に組み込まれた。だが1945年初頭以降の大東亜戦争の最終局面では、海上護衛の失敗により内地との交通を絶たれ、豊富な資源を持つにもかかわらず蘭印はその戦略的価値を失った。
蘭印では現地の反オランダ感情が強かったこともあり、アメリカ軍とイギリス軍の情報部による支援を受けていたフィリピンや仏印、マレーのように親英米派や共産主義者による軍事的な抗日活動が少なかったこともあって、独立運動家の意を受けインドネシアとしての独立を念頭に置いた政策がしかれた。なお、その一環として現地人が日本軍による労働者募集を受けて軍需工場などで働く「労務者（ロームシャ）」として雇用された他、泰緬鉄道建設などにも動員されたが、事故などにより少なくない犠牲者を生み出してもいる。
日本軍による蘭印の占領は、長年の過酷なオランダの植民地支配に対する現地人による独立運動と母国の国力の低下によりすでに揺らぎ始めていたオランダの植民地支配を終焉させる決定的な一撃となった。日本の敗戦から2日後の1945年8月17日、スカルノやハッタら民族主義者はインドネシアの独立を宣言し、インドネシア独立戦争へと突入していった。この独立戦争には3,000人以上の旧日本軍兵士が参加しインドネシア独立に協力した。
上記のように、この戦いにおけるオランダの敗北が戦後オランダが同地の植民地を失う決定的な一撃となったこともあり、第二次世界大戦後のオランダはヨーロッパでも最も反日感情の強い国の一つとなる。オランダは多くの日本軍人をBC級戦犯として処刑した上、1971年の昭和天皇のオランダ訪問の際には卵が投げつけられ、1986年にはベアトリクス女王の訪日が世論の反発により中止となった。日本とオランダは400年にわたる交流の歴史を有していたにもかかわらず、オランダの植民地である同地における戦争は両国間にわだかまりを残した。
悲惨な戦いを強いられた他の南方戦とは異なり、大本営の予想すら超える圧勝で終わったため、日本の帰還兵達は「ジャワの極楽、ビルマの地獄、死んでも帰れぬニューギニア」と評したという。

## 主題にした作品
映画
- 『パレンバン奇襲作戦』 小林恒夫監督、1963年
- 『ロームシャ』 シュマンジャヤ監督、インドネシア、1973年
- 『欲望の奴隷』 シュマンジャヤ監督、インドネシア、1983年
- 『戦場のメリークリスマス』 大島渚監督、日本、1983年
- 『アンボンで何が裁かれたか』 スティーヴン・ウォレス監督、オーストラリア、1990年
- 『ムルデカ17805』 藤由紀夫監督、日本、2001年

## 関連文献
- 『スマトラ攻略及南西方面各地の戡定作戦(自一九四二年一月至一九四二年五月)』第二復員局残務処理部、1948年。NDLJP:8815598。
- 『スマトラ作戦記録 : 第二十五軍』復員局、1951年。NDLJP:8815704。